# Terina meliorata
Terina meliorata är en fjärilsart som beskrevs av Louis Beethoven Prout 1915. Terina meliorata ingår i släktet Terina och familjen mätare. Inga underarter finns listade i Catalogue of Life.